# Melanozetes azoricus
Melanozetes azoricus är en kvalsterart som beskrevs av H. Weigmann 1976. Melanozetes azoricus ingår i släktet Melanozetes och familjen Ceratozetidae.

## Underarter
Arten delas in i följande underarter:
- M. a. azoricus
- M. a. floresianus
- M. a. sanctaemariae